# Błażowski (herb baronowski)
Błażowski – polski herb szlachecki, odmiana herbu Sas.

## Opis herbu
Opisy z wykorzystaniem klasycznych zasad blazonowania:
W polu błękitnym półksiężyc srebrny, nad rogami którego po gwieździe złotej, między nimi strzała srebrna. Nad tarczą korona baronowska ze sznurem pereł, nad nią hełm z koroną, z której klejnot: pięć piór pawich przeszytych strzałą w lewo. Labry: błękitne z prawej podbite srebrem, z lewej złotem.

## Najwcześniejsze wzmianki
Nadany 5 czerwca 1780 roku Dominikowi Błażowskiemu przez Franciszka II. Podstawą nadania tytułu był patent szlachecki z 1775, piastowana godność C. K. radcy apelacyjnego galicyjskiego, posiadanie dóbr Błażów i Wola Błażowska, piastowanie przez ojca i dziada urzędów ziemskich (bez podania, jakie to urzędy).

## Herbowni
Herb ten był herbem własnym, toteż do jego używania uprawniony jest tylko jeden ród herbownych:
Freiherr von Błażow-Błażowski.